# Magomed Aripgadzjijev

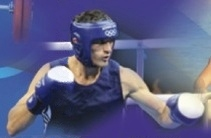

Magomed Aripgadzjijev (ryska: Магомед Арипгаджи́ев; vitryska: Магамед Арыпгаджыеў), född 23 september 1977 i Kaspijsk, Ryssland, är en vitrysk boxare som tog OS-silver i lätt tungviktsboxning 2004 i Aten. Han övergick 2005 till en professionell karriär.